# 服部倫卓
服部 倫卓（はっとり みちたか、1964年9月19日 - ）は、日本の旧ソ連地域研究者・経済学者・ジャーナリスト。北海道大学スラブ・ユーラシア研究センター教授。
嘗てはロシアNIS貿易会・ロシアNIS経済研究所の所長を務めていた。

## 経歴
1989年3月、東京外国語大学外国語学部ロシヤ語学科卒業。同年4月から社団法人「ソ連東欧貿易会・ソ連東欧経済研究所」（現：一般社団法人「ロシアNIS貿易会・ロシアNIS経済研究所」） へ研究員として所属。
1995年9月、青山学院大学大学院国際政治経済学研究科修士課程修了。1998年4月から2001年3月まで在ベラルーシ共和国日本国大使館専門調査員として勤務。2004年12月、ロシア東欧貿易会の機関誌『ロシア東欧貿易調査月報'』の編集長に就任。 2007年4月、「ロシアNIS貿易会・ロシアNIS経済研究所」次長に就任。 2014年4月、北海道大学大学院文学研究科博士後期課程（歴史地域文化学専攻・スラブ社会文化論）入学。2017年12月に同課程を修了（博士論文「ロシア・ウクライナ・ベラルーシの通商・産業比較 : 地政学危機の中の経済利害」で、博士（学術）を取得）。2015年4月、同法人調査部長。2017年6月、同副所長、2020年4月、同所長。2022年9月退職、10月より北海道大学スラブ・ユーラシア研究センター教授に就任。現在に至る。

## 著書
- 歴史の狭間のベラルーシ (東洋書店　2004年10月20日発行) 　ISBN 4885955238
- ウクライナ・ベラルーシ・モルドバ経済図説 (東洋書店　2011年10月1日) 　ISBN 4864590133
- チェルノブイリ・ダークツーリズム・ガイド 思想地図β vol.4-1 (ゲンロン　2013年7月4日発行) 　ISBN 4907188013
- ベラルーシを知るための50章 (編著、明石書店　2017年9月25日発行) 　ISBN 9784750345499
- 不思議の国ベラルーシ　ナショナリズムから遠く離れて (岩波書店　2018年1月11日オンライン配信) 　ISBN 4007307172
- ウクライナを知るための65章 (編著、明石書店　2018年10月25日発行) 　ISBN 9784750347325

### 翻訳
- 日本経済に学べ―ソ連・ミリューコフ報告 (アナトーリー・イラリオノヴィッチ・ミリューコフ（ロシア語版）著　朝日新聞社出版　1991年2月) 　ISBN 4022606363
- 経済改革とヒエラルキー構造 (エゴール・ガイダル著　晃洋書房出版　1994年5月) 　ISBN 4771007268